# The Last of Mrs. Cheyney (1937)
The Last of Mrs. Cheyney (bra: A Última Conquista) é um filme estadunidense de 1937, do gênero comédia dramática, dirigido por Ryszard Bolesławski, George Fitzmaurice e Dorothy Arzner, e estrelado por Joan Crawford, William Powell e Robert Montgomery. O roteiro de Leon Gordon, Samson Raphaelson e Monckton Hoffe foi baseado na peça teatral homônima de 1925, de Frederick Lonsdale, que teve 385 apresentações na Broadway.
Quando o diretor Ryszard Bolesławski morreu repentinamente no meio da produção, George Fitzmaurice assumiu e, quando ele adoeceu, o filme foi finalizado por Dorothy Arzner. Tanto Fitzmaurice quanto Arzner não foram creditados. Este foi o sexto e último filme que Crawford e Montgomery co-estrelaram juntos.
Duas outras versões do filme foram feitas: "The Last of Mrs. Cheyney" (1929), estrelado por Norma Shearer, e "The Law and the Lady" (1951), estrelado por Greer Garson.

## Sinopse
O Lorde Francis Kelton (Frank Morgan) encontra uma bela mulher em seu salão nobre. Ele fica confuso, mas seu amigo rico, o Lorde Arthur Dilling (Robert Montgomery), fica fascinado por ela. Eles descobrem pelo comissário do navio que ela é Fay Cheyney (Joan Crawford), uma mulher viúva. Em Londres, ela se torna a queridinha da alta sociedade inglesa, além de conseguir uma bela casa para morar e o mordomo Charles (William Powell) para trabalhar para ela. Embora a moça viva uma vida boa, os dois homens ricos começam a desconfiar que ela seja, na verdade, uma ladra de joias.

## Elenco
- Joan Crawford como Sra. Fay Cheyney
- William Powell como Charles
- Robert Montgomery como Lorde Arthur Dilling
- Frank Morgan como Lorde Francis Kelton
- Jessie Ralph como Duquesa de Ebley
- Nigel Bruce como Lorde Willie Winton
- Colleen Clare como Joan
- Benita Hume como Lady Kitty Winton
- Ralph Forbes como Primo John Clayborn
- Aileen Pringle como Maria
- Melville Cooper como William "Bill"
- Leonard Carey como Ames, o mordomo da Duquesa
- Sara Haden como Anna
- Lumsden Hare como Inspetor Witherspoon
- Wallis Clark como George
- Barnett Parker como Comissário

## Recepção
Marguerite Tazelaar, em sua crítica para o New York Herald Tribune, escreveu: "Joan Crawford como a Sra. Cheyney foi competente, além de dar ao papel uma simpatia considerável ... A produção foi lindamente encenada, a trilha sonora que a acompanha é boa e as falas brilham".

### Bilheteria
De acordo com os registros da Metro-Goldwyn-Mayer, o filme arrecadou US$ 1.107.000 nacionalmente e US$ 690.000 no exterior, totalizando US$ 1.797.000 mundialmente. O retorno lucrativo da produção foi de US$ 460.000.